# Championnat de Tunisie de football 2005-2006
Navigation
Saison précédente Saison suivante
La saison 2005-2006 du championnat de Tunisie de football est la 51e édition de la première division tunisienne à poule unique, la Ligue Professionnelle 1. Les quatorze meilleurs clubs tunisiens jouent les uns contre les autres à deux reprises durant la saison, à domicile et à l'extérieur. En fin de saison, les deux derniers du classement sont relégués et remplacés par les deux meilleurs clubs de Ligue Professionnelle 2.
L'Espérance sportive de Tunis (EST) retrouve les sommets après la perte de son titre la saison précédente. Le club termine en tête du classement avec un seul point d'avance sur l'Étoile sportive du Sahel et neuf sur le Club africain. C'est le vingtième titre national de l'EST, qui réalise même le doublé en battant le Club africain en finale de la coupe de Tunisie après la séance de tirs au but. Le tenant du titre, le Club sportif sfaxien, ne termine qu'à la quatrième place, à onze points de l'EST.

## Clubs participants
- Club athlétique bizertin
- Club africain
- Espérance sportive de Tunis
- Étoile sportive du Sahel
- Jendouba Sports - Promu de LP2
- Union sportive monastirienne
- Étoile olympique La Goulette Kram
- Club sportif de Hammam Lif
- Stade tunisien
- Club sportif sfaxien
- El Gawafel sportives de Gafsa
- Avenir sportif de La Marsa
- Jeunesse sportive kairouanaise - Promu de LP2
- Espérance sportive de Zarzis

## Compétition

### Classement
Le barème de points servant à établir le classement se décompose ainsi :
- Victoire : 3 points
- Match nul : 1 point
- Défaite : 0 point

| Rang | Équipe                            | Pts | J  | G  | N  | P  | Bp | Bc | Diff |
| ---- | --------------------------------- | --- | -- | -- | -- | -- | -- | -- | ---- |
| 1    | Espérance sportive de Tunis (C)   | 56  | 26 | 17 | 5  | 4  | 42 | 21 | +21  |
| 2    | Étoile sportive du Sahel          | 55  | 26 | 16 | 7  | 3  | 30 | 11 | +19  |
| 3    | Club africain                     | 47  | 26 | 12 | 9  | 3  | 37 | 19 | +18  |
| 4    | Club sportif sfaxien (T)          | 45  | 26 | 12 | 9  | 5  | 35 | 16 | +19  |
| 5    | Union sportive monastirienne      | 41  | 26 | 11 | 8  | 7  | 22 | 20 | +2   |
| 6    | Espérance sportive de Zarzis      | 30  | 26 | 7  | 9  | 10 | 20 | 26 | -6   |
| 7    | Stade tunisien                    | 29  | 26 | 7  | 8  | 11 | 24 | 25 | -1   |
| 8    | El Gawafel sportives de Gafsa     | 29  | 26 | 6  | 11 | 9  | 28 | 36 | -8   |
| 9    | Avenir sportif de La Marsa        | 28  | 26 | 6  | 10 | 10 | 19 | 30 | -11  |
| 10   | Club sportif de Hammam Lif        | 28  | 26 | 7  | 7  | 12 | 28 | 41 | -13  |
| 11   | Club athlétique bizertin          | 25  | 26 | 4  | 13 | 9  | 15 | 23 | -8   |
| 12   | Étoile olympique La Goulette Kram | 25  | 26 | 5  | 10 | 11 | 16 | 30 | -14  |
| 13   | Jendouba Sports (P)               | 24  | 26 | 5  | 9  | 12 | 16 | 22 | -6   |
| 14   | Jeunesse sportive kairouanaise    | 22  | 26 | 5  | 7  | 14 | 24 | 36 | -12  |

|  | Qualification pour la Ligue des champions 2007                                               |
|  | Qualification pour la coupe de la confédération 2007                                         |
|  | Relégation directe en Ligue Professionnelle 2                                                |
|  | (T) Tenant du titre (C) Vainqueur de la coupe de Tunisie (P) Club promu de deuxième division |

## Bilan de la saison
| Championnat de Tunisie de football 2005-2006 |                                         |
| Champion                                     | Espérance sportive de Tunis (20e titre) |
| Coupes et trophées                           |                                         |
| Vainqueur de la Coupe de Tunisie 2005-2006   | Espérance sportive de Tunis             |
| Qualifications continentales                 |                                         |
| Ligue des champions 2007                     | Espérance sportive de Tunis             |
| Ligue des champions 2007                     | Étoile sportive du Sahel                |
| Coupe de la confédération 2007               | Club sportif sfaxien                    |
| Coupe de la confédération 2007               | El Gawafel sportives de Gafsa           |
| Promotions et relégations                    |                                         |
| Promus en Ligue Professionnelle 1            | Olympique de Béja                       |
| Promus en Ligue Professionnelle 1            | Espoir sportif de Hammam Sousse         |
| Relégués en Ligue Professionnelle 2          | Jendouba Sports                         |
| Relégués en Ligue Professionnelle 2          | Jeunesse sportive kairouanaise          |